# Violette Milliquet
 (mars 2024).
Violette Milliquet, née le 19 décembre 1896 à Pully, et morte le 17 décembre 1982 dans la même commune, est une artiste peintre, graveuse et enseignante vaudoise.

## Biographie
Violette Milliquet fait des études d'art à l'Académie Loup, à l'École d'art appliqué Nora Gross, puis à l'école cantonale de dessin et d'art appliqué à Lausanne. En 1925, elle participe à l'exposition de groupe au Musée des arts décoratifs à Paris. Une année plus tard elle débute à l'école cantonale de dessin et d'art appliqué comme enseignante pour l'initiation à la peinture, à la couleur et à la composition. 
Membre auxiliaire de l'Œuvre dès 1926, élue membre de la Commission du Fonds cantonal des arts et des lettres (FCAL) dès 1946 et de la Société suisse des femmes peintres sculpteurs (dès 1930), Violette Milliquet décède le 17 décembre 1982 à Pully.